# Ljetno računanje vremena
██ Područja s ljetnim računanjem vremena
██ Područja koja su nekada imala ljetno računanje vremena
██ Područja koja nikada nisu imala ljetno računanje vremena
Ljetno računanje vremena (međunarodna engleska oznaka: DST = daylight saving time) široko je rasprostranjeni službeni vremenski sustav u kojem se, tijekom ljetnih mjeseci, kazaljke prebacuju obično za jedan sat unaprijed u odnosu na mjesno standardno vrijeme. Svrha je toga postupka bolja usklađenost između sati dnevnoga svjetla te radnog vremena i školske nastave. Tako, umjesto ranojutarnjeg dnevnog svjetla, za kojeg većina ljudi još spava, ostaje sat dnevnog svjetla više za večernje aktivnosti.
Ljetno računanje vremena češće se koristi u umjerenom pojasu, zbog zamjetne razlike između broja sati dnevnog svjetla u različitim godišnjim dobima.
Vlade ga obično opravdavaju kao mjeru uštede energije, jer se njime omogućuje učinkovitije korištenje prirodnog sunčevog svjetla kroz ljetne mjesece. Budući da je manje tame u vrijeme kad je većina ljudi budna, manje se koristi električna rasvjeta, no ima i onih koji nastoje pobiti tu tezu.
U Europi se ovaj sustav često jednostavno naziva »ljetno vrijeme« (npr. EST = European Summer Time), što se vidi i u međunarodnim engleskim oznakama za pojedine vremenske zone, npr. za srednjoeuropsku vremensku zonu (CET = Central European Time), koja u ljetnim mjesecima postaje srednjoeuropska ljetna vremenska zona (CEST = Central European Summer Time).
Iako se obično naziva ljetnim vremenom, ovo razdoblje najčešće obuhvaća veći dio proljeća nakon proljetnog ekvinocija i gotovo cijelu jesen (od travnja do kraja listopada). Slično, u zimsko računanje vremena pripada i dio jeseni, te nekoliko tjedana proljeća (od studenoga do ožujka). To, međutim ovisi o vremenskoj zoni i o odlukama pojedinih vlada.

## Povijest
Ljetno računanje vremena prvi je puta 1784. godine spomenuo Benjamin Franklin u jednom pismu urednicima lista Journal of Paris, no kako je bila riječ o šaljivom članku, nije jasno je li Franklin doista želio tako nešto predložiti Francuzima.
Ovaj je sustav ozbiljno predložio William Willett u članku „Waste of Daylight“ (Gubitak dnevnog svjetla), objavljenom 1907. godine, ali nije uspio uvjeriti britansku vladu da ga prihvati, unatoč nemalom lobiranju.
Zamisao o ljetnom računanju vremena prvi je put ostvarena u Njemačkoj i Austro-Ugarskoj za Prvog svjetskog rata, od 30. travnja do 1. listopada 1916. godine. Ubrzo je taj primjer slijedila i Velika Britanija, od 21. svibnja do 1. listopada 1916. godine.

## Upotreba ljetnog računanja vremena
Ljetno računanje vremena odnosi se uglavnom na umjereni zemljopisni pojas. U tropskom pojasu razdoblje dnevnog svjetla ne mijenja se kroz godinu toliko da bi opravdalo promjenu računanja vremena. Datumi početka i završetka ljetnog računanja vremena razlikuju se ovisno o zemlji. S nekoliko iznimaka, promjene se vrše obično u ranim satima nedjelje, što predstavlja manju smetnju nego kad bi se to činilo tijekom tjedna.

### Sjeverna hemisfera
U sjevernoj hemisferi ljetno vrijeme obično započinje zadnje nedjelje u ožujku ili prve nedjelje u travnju, a završava zadnje nedjelje u listopadu. Ipak, ima i iznimaka. Primjerice, od 2007. godine Sjedinjene Američke Države i Kanada počinje ljetno računanje vremena s drugom nedjeljom u ožujku, a završava s prvom nedjeljom u studenome. Od 2002. godine Europska unija odredila je zadnju nedjelju ožujka kao početak i zadnju nedjelju listopada kao završetak ljetnog vremena (EST). Ta odluka, kao i isplativost ljetnog računanja vremena uopće trebala je biti preispitana 2007. godine, ali još uvijek nije donesena odluka. Ljetno računanje vremena u Europi koriste sve zemlje osim Islanda i sve ga započinju i završavaju istog dana. Od 2011. odluku o ukidanju promjena kazaljki uvela je i Rusija, ali s tim da je ukinula zimsko računanje vremena. Do 1996. godine. ljetno vrijeme završavalo je zadnje nedjelje u rujnu, a otada u listopadu. U svim europskim vremenskim zonama, zapadno europskoj (UTC), srednjoeuropskoj (CET, UTC+1) i istočnoeuropskoj (EET, UTC+2) promjene su istovremene, te se i na početku i na kraju ljetnog računanja vremena vrše u 1,00 prema zapadnoeuropskom vremenu, to jest u ožujku se u 1,00/2,00/3,00 sat prebacuje na 2,00/3,00/4,00, a u listopadu obratno.

### Južna hemisfera
Na južnoj hemisferi na ljetno računanje vremena prelazi se u razdoblju kad je na sjevernoj hemisferi zima, pa se i vremenska razlika između vremenskih zona sjevera i vremenskih zona juga može znatno razlikovati u različitim mjesecima.

## Ljetno računanje vremena u Hrvatskoj
Na Hrvatskom tlu se ljetno računanje vremena prvi put koristilo od 1916. do 1918., za vrijeme austrougarske vladavine, potom za vrijeme Kraljevine Jugoslavije, te za vrijeme Nezavisne Države Hrvatske od 1941. do 1945.

Od 1983. godine u Jugoslaviji, pa tako i u Hrvatskoj, ponovno je uvedeno ljetno računanje vremena, a Hrvatska je tu praksu nastavila i nakon osamostaljenja.

## Vanjske poveznice
|  | Zajednički poslužitelj ima još gradiva o temi Ljetno računanje vremena |